# 1798
1798 (MDCCXCVIII) byl rok, který dle gregoriánského kalendáře započal pondělím.

## Události
- 15. února – Na území Papežského státu byla vyhlášena Římská republika.
- 11. června – Během plavby do Egypta Napoleonova armáda obsadila Maltu a zdejší maltézský řád odešel z ostrova.
- 2. července – Napoleon Bonaparte zahájil tažení do Egypta a Sýrie a obsadil Alexandrii.
- 7. července – Mezi USA a Francií vypukla kvaziválka.
- 11. července – V souvislosti s kvaziválkou byla v USA obnovena námořní pěchota.
- 21. července – V bitvě u pyramid porazila francouzská armáda osmanskou.
- 1.–2. srpna – V námořní bitvě u Abúkíru zvítězila britská flota nad francouzskou.

### Probíhající události
- 1789–1799 – Velká francouzská revoluce
- 1791–1804 – Haitská revoluce
- 1792–1802 – Francouzské revoluční války
- 1798–1800 – Kvaziválka
- 1798–1801 – Napoleonovo tažení do Egypta a Sýrie

## Vědy a umění
- Francouzský chemik Louis Nicolas Vauquelin objevil chemický prvek beryllium.
- Anglický ekonom Thomas Robert Malthus vydal Esej o principu populace, která se stala základem malthusiánství.

## Narození

### Česko

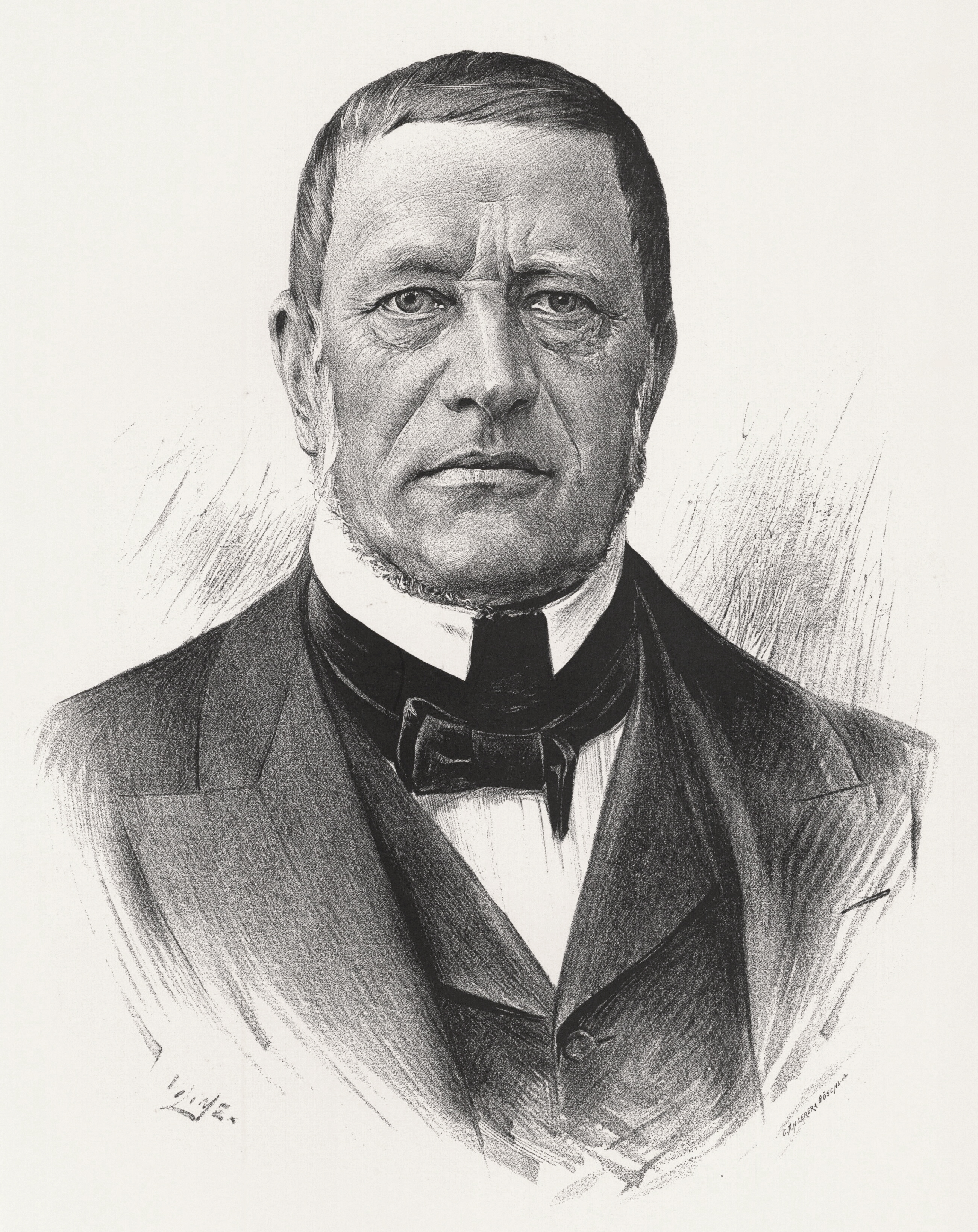
František Palacký (* 14. června)

- 1. února – Clemens Rodt, pomolog († 19. června 1887)
- 9. února – Josef Pfeifer, duchovní a národní buditel († 21. ledna 1862)
- 11. února – Johann Schroth, přírodní léčitel, zakladatel lázní Lipová († 26. března 1856)
- 13. února – František Dobromysl Trnka, učitel jazyků a překladatel († 24. května 1837)
- 17. února – Josef Matěj Navrátil, malíř († 21. dubna 1865)
- 25. února – Matěj Popel, lékař, rektor pražské Ferdinandovy univerzity († 1. března 1865)
- 19. dubna – František Glaeser, hudební skladatel († 29. srpna 1861)
- 29. dubna – Rudolf von Thyssebaert, olomoucký prelát a biskup († 12. května 1868)
- 15. května – Jan Šantl, právník, dramatik, hudební skladatel a politik († 24. března 1858)
- 28. května – Josef Dessauer, klavírista a skladatel pocházející z Čech († 8. června 1876)
- 7. června – Gottfried Menzel, katolický kněz a přírodovědec († 14. května 1879)
- 14. června – František Palacký, spisovatel, historik a politik († 26. května 1876)
- 19. června – Jan Valerián Jirsík, biskup († 23. února 1883)
- 28. října – Jan Mundy, textilní podnikatel († 9. března 1872)
- 30. září – František Josef Klavík, podnikatel a politik († 19. března 1878)
- 3. listopadu – Václav Vaňka, starosta Prahy († 27. července 1872)
- 16. prosince – Jan Evangelista Mácha, kněz a teolog († 5. listopadu 1845)
- neznámé datum – Jan Šoch, jihočeský zedník a lidový umělec († 1867)

### Svět

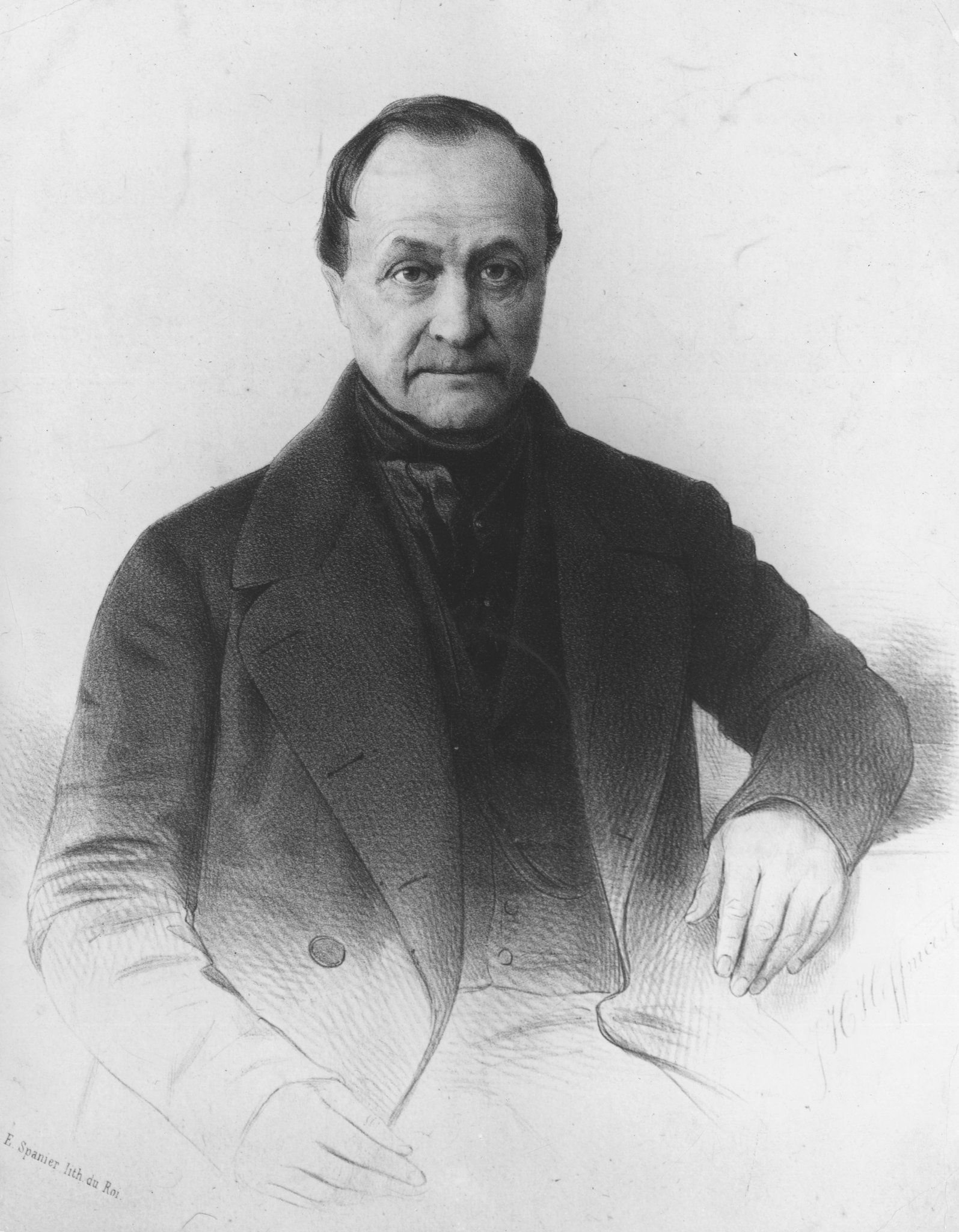
Auguste Comte (* 19. ledna)

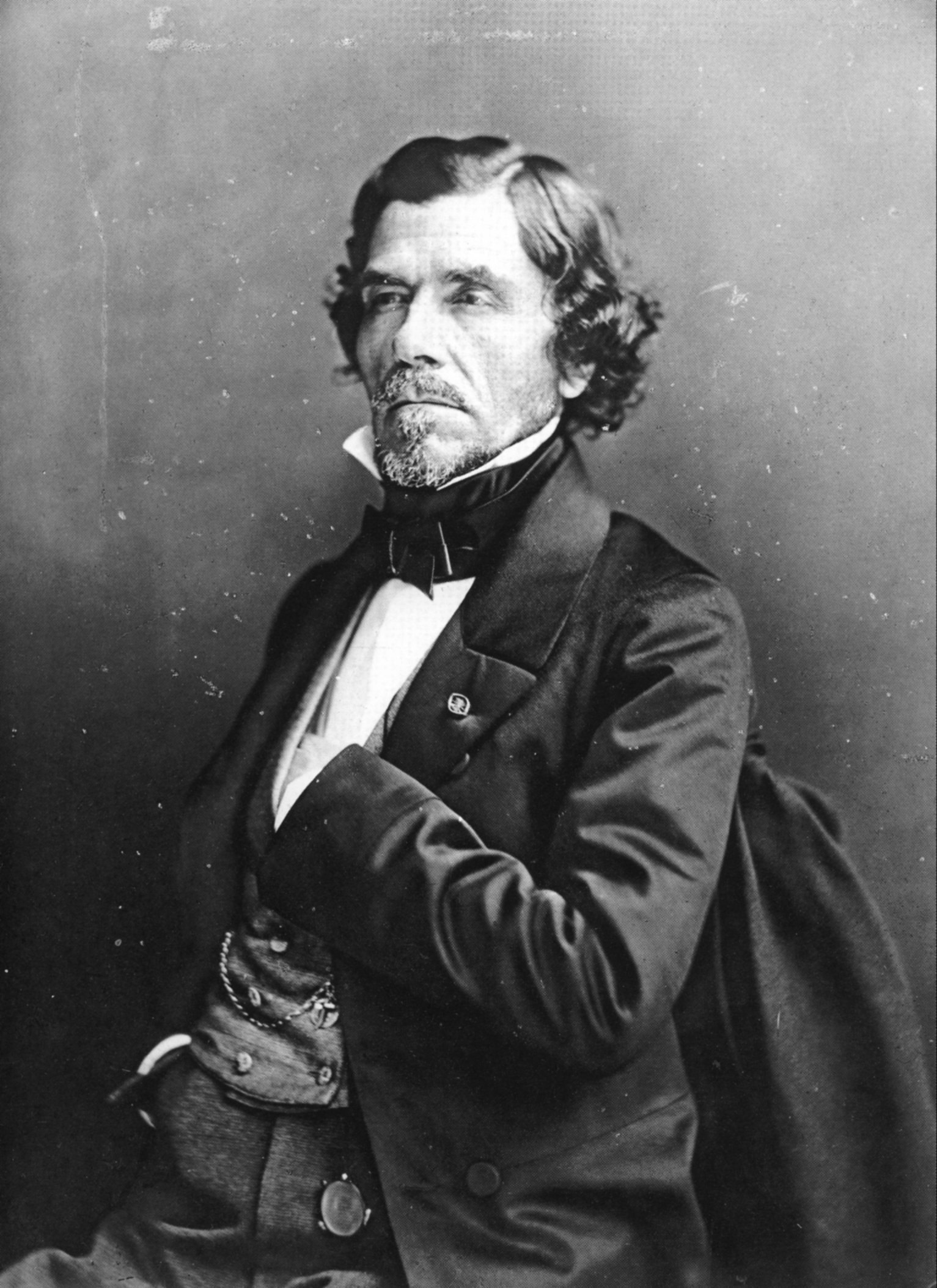
Eugène Delacroix (* 26. dubna)

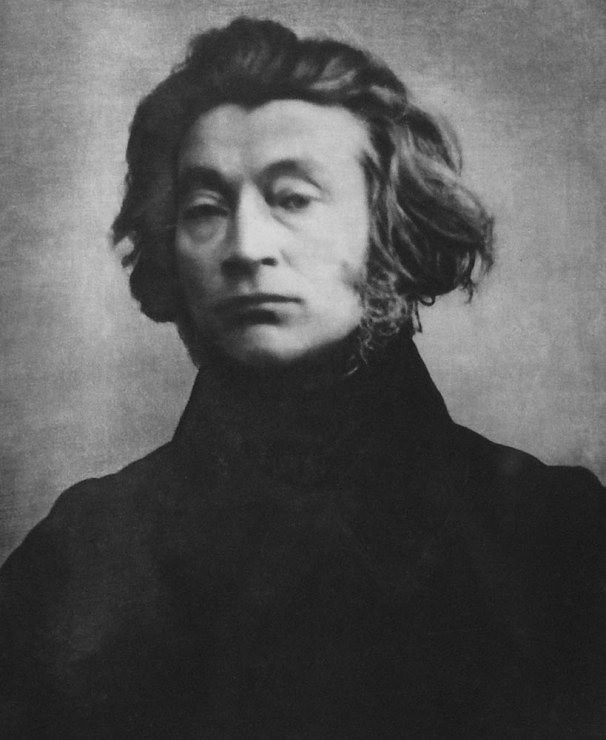
Adam Mickiewicz (* 24. prosince)

- 1. ledna – Kunijoši Utagawa, japonský výtvarník žánru ukijo-e († 14. dubna 1861)
- 2. ledna – Désiré-Alexandre Batton, francouzský hudební skladatel († 15. října 1855)
- 6. ledna – Melchior von Diepenbrock, německý kardinál († 20. ledna 1853)
- 14. ledna – Johan Rudolph Thorbecke, nizozemský politik († 4. června 1872)
- 19. ledna – Auguste Comte, francouzský myslitel († 5. září 1857)
- 4. února – John Cochrane, skotský právník a šachista († 2. března 1878)
- 5. února – Gaspard-Pierre-Gustave Joly, francouzský obchodník a fotograf († 18. června 1865)
- 8. února – Michail Pavlovič Ruský, ruský velkokníže († 9. září 1849)
- 1. března – Marie Klementina Habsbursko-Lotrinská, dcera císaře Františka I. († 3. září 1881)
- 13. března – Abigail Fillmoreová, manželka 13. prezidenta USA Millarda Fillmorea († 30. března 1853)
- 28. března – Josef z Ditrichštejna, rakouský a český šlechtic († 10. července 1858)
- 30. března – Luise Henselová, německá básnířka († 18. prosince 1876)
- 2. dubna – August Heinrich Hoffmann von Fallersleben, německý básník († 19. ledna 1874)
- 3. dubna – Charles Wilkes, americký námořní důstojník a objevitel († 8. února 1877)
- 8. dubna – Dionysios Solomos, řecký básník († 9. února 1857)
- 23. dubna – Édouard Alletz, francouzský diplomat a spisovatel († 16. února 1850)
- 26. dubna
  - Eugène Delacroix, francouzský malíř († 13. srpna 1863)
  - James Beckwourth, americký traper a dobrodruh († 29. října 1866)
- 17. května – George Don, skotský botanik († 25. února 1856)
- 22. května – Alexander McDonnell, irský šachista († 14. září 1835)
- 5. června – Alexej Fjodorovič Lvov, ruský houslový virtuóz, skladatel, dirigent († 28. prosince 1870)
- 15. června – Alexandr Gorčakov, ruský diplomat, poslední kancléř Ruského impéria († 11. března 1883)
- 29. června – Giacomo Leopardi, italský básník († 14. června 1837)
- 13. července – Šarlota Pruská, ruská carevna, manželka cara Mikuláše I. († 1. listopadu 1860)
- 14. července – Alessandro Antonelli, italský architekt († 18. října 1888)
- 16. července – Abbondio Sangiorgio, italský sochař († 2. listopadu 1879)
- 16. srpna – Mirabeau B. Lamar, americký politik († 19. prosince 1859)
- 17. srpna – Anton Antonovič Delvig, ruský básník († 26. února 1831)
- 21. srpna – Jules Michelet, francouzský historik († 9. února 1874)
- 2. října – Karel Albert Sardinský, sardinsko-piemontský král († 28. července 1849)
- 12. října – Petr I. Brazilský, brazilský císař († 24. září 1834)
- 24. října – Massimo d'Azeglio, italský spisovatel († 15. ledna 1866)
- 4. listopadu – Karl Kreil, rakouský astronom a meteorolog († 21. prosince 1862)
- 24. prosince – Adam Mickiewicz, polský spisovatel († 26. listopadu 1855)
- neznámé datum
  - William Cooper, americký koncholog a sběratel († duben 1864)
  - Thegčhog Dordže, tibetský karmapa († 1868)
  - Utagawa Kunijoši, japonský výtvarník († 1861)
  - Josiah Warren, americký anarchista(† 14. dubna 1874)

## Úmrtí

### Česko

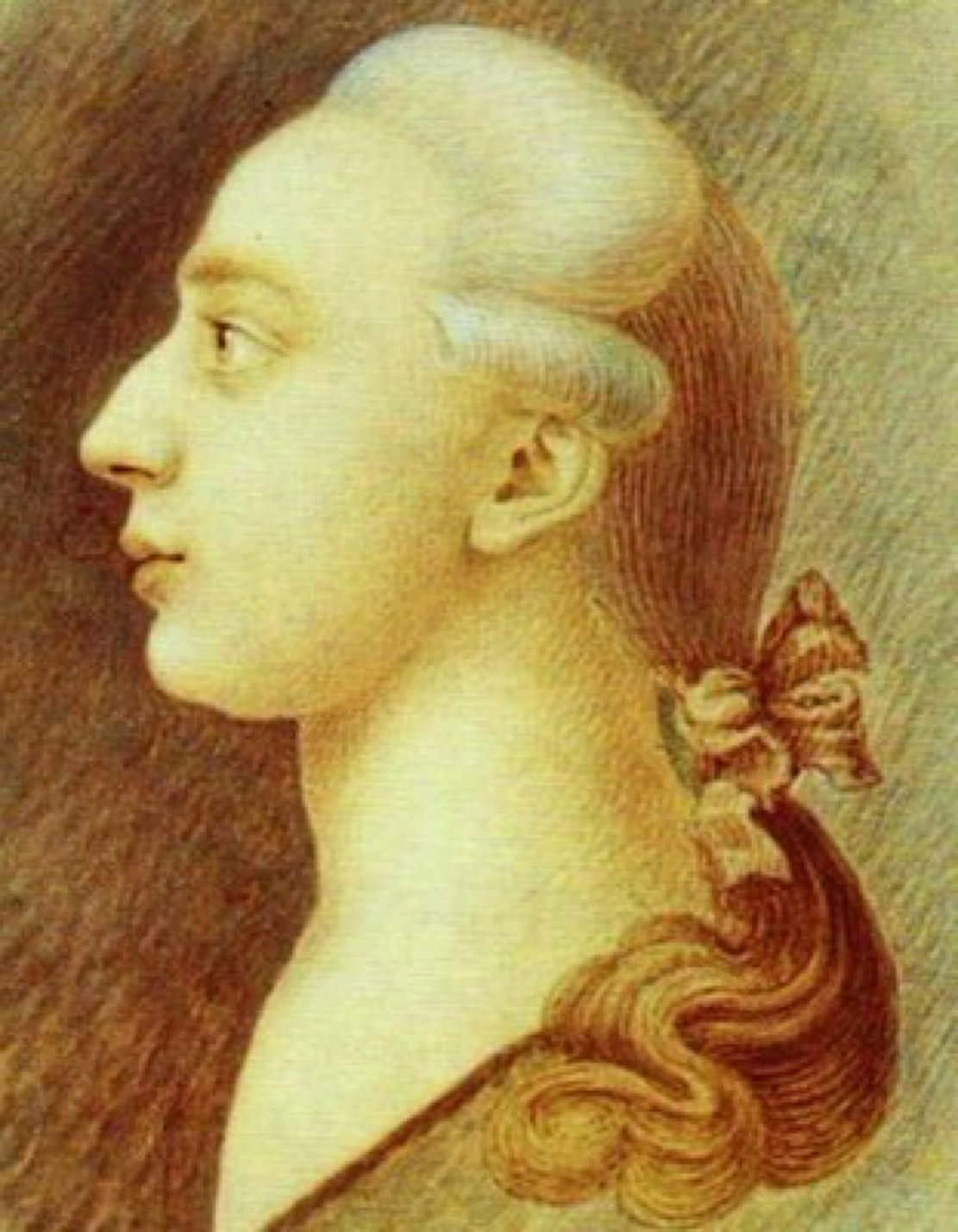
Giacomo Casanova († 4. června)

- 20. ledna – Karel Josef Biener z Bienenberka, topograf a archeolog (* 4. listopadu 1731)
- 30. března – Jan Nepomuk Kaňka starší, právník a hudební skladatel (* 14. dubna 1744)
- 4. dubna – Johann Franz Greipel, malíř (* 2. června 1720)
- 18. dubna – Jan Václav Kosch, thunovský zednický mistr a stavitel (* 1718)
- 9. června – Johann Paul Loschy, stavitel a architekt (* 1710?)
- 26. července – Mauritius Elbel, opat oseckého kláštera (* 12. března 1730)
- 22. srpna – Emerich Václav Petřík, violoncellista a skladatel (* 3. října 1727)
- 16. září – Antonín Brosmann, řádový hudební skladatel (* 7. září 1731)

### Svět

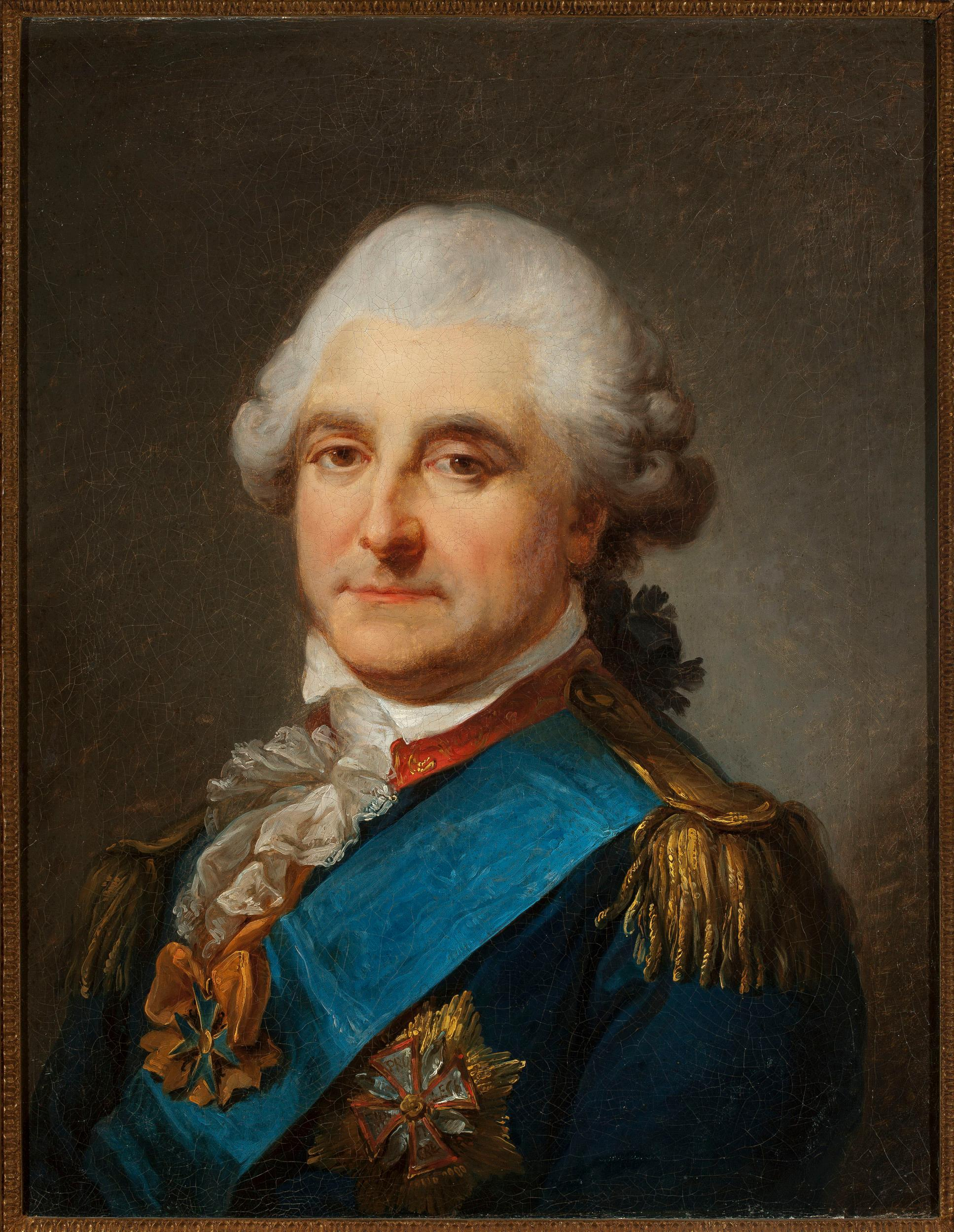
Stanislav II. August Poniatowski († 12. února)

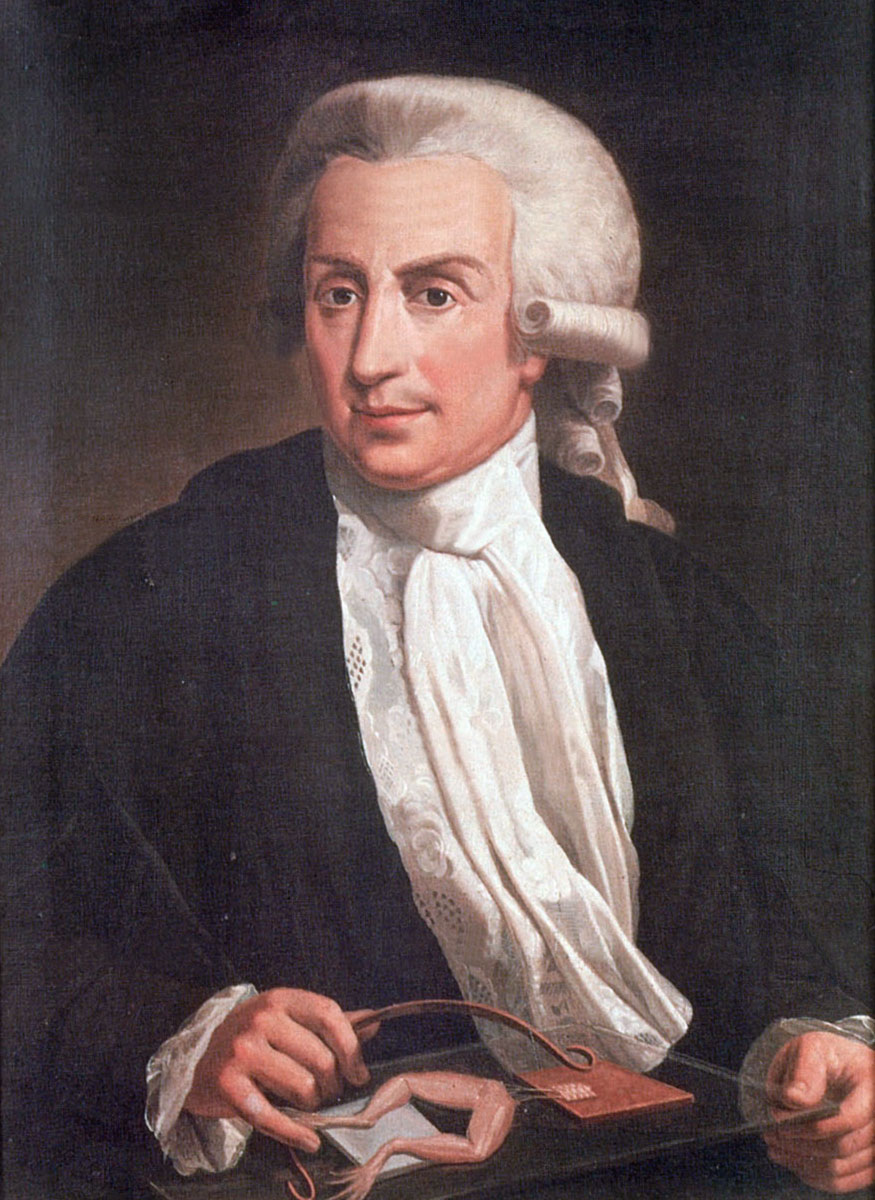
Luigi Galvani († 4. prosince)

- 4. ledna – Giuseppe Giordani, italský hudební skladatel (* 19. prosince 1751)
- 11. ledna – Herakles II. Gruzínský, kartlijsko-kachetský král (* 7. listopadu 1720)
- 12. února – Stanislav II. August Poniatowski, polský král (* 17. ledna 1732)
- 9. března – Bedřiška Braniborsko-Schwedtská, württemberská vévodkyně (* 18. prosince 1736)
- 2. května – Maarten Houttuyn, nizozemský lékař a přírodovědec (* 1720)
- 10. května – George Vancouver, britský mořeplavec (* 22. června 1725)
- 25. května – Asmus Jacob Carstens, německý malíř (* 10. května 1754)
- 4. června – Giacomo Casanova, italský spisovatel a dobrodruh (* 2. dubna 1725)
- 24. června
  - Rigas Feraios, řecký vlastenec a básník (* 1757)
  - Marie Kristina Habsbursko-Lotrinská, rakouská arcivévodkyně, dcera Marie Terezie (* 13. května 1742)
- 6. července – Adrien Duport, francouzský politik (* 24. února 1759)
- 21. července – Franz Sebastian de Croix von Clerfayt, rakouský polní maršál (* 14. října 1733)
- 1. srpna
  - François-Paul Brueys d'Aigalliers, francouzský admirál (* 12. února 1753)
  - Aristide Aubert Dupetit-Thouars, francouzský mořeplavec a národní hrdina (* 31. srpna 1760)
- 15. srpna – Felice Alessandri, italský hudební skladatel, dirigent a cembalista (* 24. listopadu 1747)
- 5. října – Antoine de Chézy, francouzský hydrolog (* 1. září 1718)
- 20. listopadu – Blasius Columban Bender, rakouský polní maršál.(* 14. listopadu 1713)
- 4. prosince – Luigi Galvani, italský lékař a fyzik (* 9. září 1737)
- 9. prosince – Johann Reinhold Forster, německý pastor a ornitolog (* 22. října 1729)
- 18. prosince – Michael Johann von Wallis, rakouský polní maršál (* 4. ledna 1732)
- 19. prosince – Juan Bautista de Anza, španělský cestovatel a důstojník (* 6. července 1736)
- 29. prosince – William Wales, britský matematik a astronom (* 1734)

## Hlavy států
- Francie – Direktorium (1795–1799)
- Habsburská monarchie – František I. (1792–1806)
- Osmanská říše – Selim III. (1789–1807)
- Prusko – Fridrich Vilém III. (1797–1840)
- Rusko – Pavel I. (1796–1801)
- Španělsko – Karel IV. (1788–1808)
- Švédsko – Gustav IV. (1792–1809)
- USA – John Adams (1797–1801)
- Velká Británie – Jiří III. (1760–1820)
- Papež – Pius VI. (1774–1799)
- Japonsko – Kókaku (1780–1817)